# Championnat de Gambie de football 2012
Navigation
Édition précédente Édition suivante
La saison 2012 du Championnat de Gambie de football est la quarante-quatrième édition de la GFA League First Division, le championnat national de première division en Gambie. Les douze équipes engagées sont regroupées au sein d'une poule unique où elles affrontent deux fois leurs adversaires, à domicile et à l'extérieur. En fin de saison, les deux derniers du classement sont relégués et remplacés par les deux meilleurs clubs de deuxième division.
C'est le club de Real de Banjul qui remporte la compétition cette saison après avoir terminé en tête du classement, avec un seul point d'avance sur le club d'Armed Forces FC et cinq sur Gambia Ports Authority. C'est le onzième titre de champion de Gambie de l'histoire du club.
En bas de classement, c'est un coup de tonnerre avec la dernière place du Wallidan FC, club le plus titré du pays (seize fois champion de Gambie) qui est donc relégué en deuxième division.

## Participants
- Wallidan FC
- Steve Biko FC
- Real de Banjul
- Young Africans Banjul
- Hawks FC - Promu de D2
- Samger FC
- Serrekunda United - Promu de D2
- Brikama United
- Armed Forces FC
- Bakau United FC
- Gambia Ports Authority
- Gamtel FC

## Compétition

### Classement
Le classement est établi sur le barème de points suivant : victoire à 3 points, match nul à 1, défaite à 0.
| Rang | Équipe                 | Pts | J  | G  | N  | P  | Bp | Bc | Diff |
| ---- | ---------------------- | --- | -- | -- | -- | -- | -- | -- | ---- |
| 1    | Real de Banjul         | 39  | 22 | 11 | 6  | 5  | 27 | 14 | +13  |
| 2    | Armed Forces FC        | 38  | 22 | 11 | 5  | 6  | 25 | 17 | +8   |
| 3    | Gambia Ports Authority | 34  | 22 | 8  | 10 | 4  | 24 | 14 | +10  |
| 4    | Samger FC              | 31  | 22 | 7  | 10 | 5  | 17 | 16 | +1   |
| 5    | Brikama UnitedT        | 29  | 22 | 7  | 8  | 7  | 23 | 20 | +3   |
| 6    | Steve Biko FC          | 27  | 22 | 6  | 9  | 7  | 22 | 22 | 0    |
| 7    | Gamtel FCC             | 27  | 22 | 5  | 12 | 5  | 16 | 18 | -2   |
| 8    | Young Africans Banjul  | 27  | 22 | 5  | 12 | 5  | 16 | 18 | -2   |
| 9    | Bakau United FC        | 26  | 22 | 7  | 5  | 10 | 16 | 19 | -3   |
| 10   | Hawks FCP              | 24  | 22 | 5  | 9  | 8  | 15 | 22 | -7   |
| 11   | Serrekunda UnitedP     | 23  | 22 | 4  | 11 | 7  | 16 | 22 | -6   |
| 12   | Wallidan FC            | 20  | 22 | 5  | 5  | 12 | 13 | 28 | -15  |

|  | Qualification pour la Ligue des champions de la CAF 2013                               |
|  | Qualification pour la Coupe de la confédération 2013                                   |
|  | Relégation directe en deuxième division                                                |
|  | T : Tenant du titre C : Vainqueur de la Coupe de Gambie P : Promu de deuxième division |

## Bilan de la saison
| Championnat de Gambie de football 2012 |                            |
| Champion                               | Real de Banjul (11e titre) |
| Coupes et trophées                     |                            |
| Vainqueur de la Coupe de Gambie 2012   | Gamtel FC                  |
| Qualifications continentales           |                            |
| Ligue des champions de la CAF 2013     | Real de Banjul             |
| Coupe de la confédération 2013         | Gamtel FC                  |
| Promotions et relégations              |                            |
| Promus en First Division               | Interior FC                |
| Promus en First Division               | Sea View FC                |
| Relégués en Second Division            | Serrekunda United          |
| Relégués en Second Division            | Wallidan FC                |